# Nicodemo I de Serbia
Nicodemo I de Peć o Nicodemo de Hilandar (en serbio: Никодим I Пећки) fue un monje-escriba en el monasterio de Hilandar antes de convertirse en el décimo arzobispo serbio de 1316 a 1324. Murió en el año 1325. Es un santo serbio y su fiesta se celebra el 11 de mayo (O.S. 24 de mayo). Nicodemo es el autor de Rodoslov: srpskih kraljeva i vladika (La vida de los reyes y obispos serbios).

## Biografía
En 1314, el heredero aparente Esteban Dečanski fue exiliado a Constantinopla después de peleas con su padre, el rey serbio Esteban Milutin. En 1317, Dečanski le pidió a Nicodemo que interviniera entre él y su padre. La nota autobiográfica de Nicodemo se inscribió en un manuscrito titulado "Una visita a Constantinopla" en el año 1318 y 1319. En 1320, Milutin permitió que su hijo regresara por persuasión de Nicodemo. Esteban Constantino, medio hermano de Dečanski y heredero al trono, fue coronado rey tras la muerte de Milutin en 1321. La guerra civil estalló cuando Constantino se negó a someterse a Dečanski, quien luego invadió Zeta, y en la batalla que siguió, Constantino fue asesinado. Después de la victoria, el 6 de enero de 1322, Nicodemo coronó rey a Dečanski y rey joven a su hijo Esteban Dušan.
Mientras era el abad de su alma materr en Hilandar, Nicodemo solicitó que cierto protos (monjes-sacerdotes) del Monte Athos con el nombre de Teófanes emitiera un edicto (gramma) en el que otorgaba a los monjes del Kelion de san Sava en Karyés, Monte Athos, un pedazo de tierra y un monasterio abandonado. Con la mención del mes, indicción, año, y las firmas de los protos y de los testigos. Aunque el lenguaje es tosco y abunda en solecismos y "barbarismos", lo que dificulta su lectura, fue copiado con hábil caligrafía.
Cofundó el monasterio ortodoxo serbio de Vratna del siglo xiv junto con el rey Esteban Milutin de la Casa de Nemanjić. Murió en el año 1325.